# Milà capblanc
El milà capblanc (Haliastur indus) és un ocell rapinyaire de la família dels accipítrids (Accipitridae). Habita costes amb arbres, estuaris, rius i proximitats de ciutats d'Àsia, arxipèlag malai i Austràlia, des del Pakistan, l'Índia, el Nepal, Sri Lanka i sud-est de la Xina, a través del sud-est asiàtic, illes Andaman, Indonèsia, Filipines, Nova Guinea i illes properes, arxipèlag de les Bismarck, Illes Salomó i costa australiana d'Austràlia Occidental, cap a l'est, fins a Queensland, i, cap al sud, fins Nova Gal·les del Sud. El seu estat de conservació es considera de risc mínim.
De mitjana grandària, és notable pel seu color general marró, amb cap, coll i pit blancs, i punta de les ales negres. Fa una llargària d'uns 48 cm, i una envergadura de 110 cm. La cua és arrodonida i no pas en forma de forquilla com els milans típics del gènere Milvus.